# John E. Fryer
John E. Fryer (7 tháng 11 năm 1937 - 21 tháng 2 năm 2003) là bác sĩ tâm thần học người Mỹ và nhà hoạt động bảo vệ quyền của người đồng tính, ông được biết đến nhiều nhất qua bài phát biểu vô danh vào năm 1972 tại hội nghị hàng năm của Hiệp hội Tâm thần học Hoa Kỳ. Ngày hôm đó Fryer đeo mặt nạ và tên thật được thay bằng cái tên: Bác sĩ ẩn danh H (Dr H. Anonymous). Ông được xem là người có công trong việc đưa đồng tính luyến ái ra khỏi danh mục bệnh liên quan đến các rối loạn tinh thần.